# چهرن
چهرن روستایی در دهستان سیه بنوئیه بخش مرکزی شهرستان رابر استان کرمان ایران است.
این روستا در دامنه کوه لاله‌زار قرار گرفته‌است. این روستا دارای انواع درختهای سردسیری از قبیل گردو، سیب، گیلاس، انار و محصولات کشاورزی مانند سیب زمینی، گندم، جو و حبوبات می‌باشد. جویبارها و چشمه سارهای بسیاری در آن وجود دارد.

## جمعیت
بر پایه سرشماری عمومی نفوس و مسکن در سال ۱۳۹۵ جمعیت این مکان ۹۴ نفر بوده‌است.